# Bubbles (gruppo musicale)
Le Bubbles erano un girl group svedese attivo fra il 1998 e il 2010 e formato da Caroline Ljungström, Hannah Steffenburg, Yenny Andersén, Patricia Joxelius e Sandra Joxelius.

## Carriera
Le cinque componenti delle Bubbles si sono conosciute fra il 1998 e il 1999 mentre frequentavano la stessa scuola di danza. La loro insegnante, Josefine Sundström, già membro del girl group Ai, le ha presentate ai produttori musicali John Ballard e Alban Herlitz, portandole a firmare il loro primo contratto con la Roadrunner Arcade Music.
Il singolo di debutto delle Bubbles, Happy Girl, è uscito nella primavera del 2000 e ha ottenuto successo internazionale, raggiungendo il 6º posto nella classifica svedese e l'8º in quella norvegese, oltre a piazzarsi in classifica in Francia e nei Paesi Bassi. Ancora più fortunato è stato il singolo successivo, Rock the World, che ha conquistato il 2º posto in madrepatria. Entrambi i singoli sono stati certificati disco d'oro in Svezia con oltre 15 000 copie vendute ciascuno. Sono inclusi nell'album di debutto delle Bubbles, Rock the World, con il quale hanno raggiunto il 17º posto in classifica in Belgio, il 20º in Svezia e il 26º nei Paesi Bassi, dove è certificato disco d'oro con più di 40 000 copie vendute.
Nel 2001 hanno vinto il programma Bara barn-galan con il loro unico singolo cantato in lingua svedese, Regnbågens barn, che è diventato la loro terza top ten in classifica nonché il loro terzo disco d'oro.
Il secondo album delle Bubbles, Inbetween, è uscito nel 2002 e ha ottenuto meno successo del precedente. All'inizio del 2003 il gruppo ha partecipato a Melodifestivalen, il programma di selezione del rappresentante svedese all'Eurovision Song Contest, arrivando in finale e piazzandosi none con l'inedito TKO (Knock You Out). Il loro terzo album, Bless, è uscito nello stesso anno e ha conquistato il 18º posto nella classifica svedese. Le Bubbles hanno ritentato Melodifestivalen l'anno seguente con Blow the Spot, senza però qualificarsi per la finale.

## Discografia

### Album
- 2000 – Rock the World
- 2002 – Inbetween
- 2003 – Bless

### Opere audiovisive
- 2003 – So Far... The DVD

### Singoli
- 2000 – Happy Girl
- 2000 – Rock the World
- 2000 – X-mas Time
- 2001 – I'll Be There/Regnbågens barn
- 2001 – My Boyfriend
- 2002 – Somewhere
- 2002 – Round 'n Round
- 2003 – Hit the Floor
- 2003 – TKO (Knock You Out)
- 2004 – Blow the Spot
- 2006 – You Dog Me Out